# Liort
Le Liort est une rivière du sud de la France sous-affluent du Tarn et de la Garonne.

## Géographie
De 18,6 km de longueur, il prend sa source sur la commune de Rieupeyroux, dans l'Aveyron et se jette dans le Lézert en rive droite sur la commune de La Salvetat-Peyralès.

## Principaux affluents
- Ruisseau du Ran, 3,7 km
- Ruisseau de Longueserre, 3 km

## Départements et villes traversées
- Aveyron : Rieupeyroux, Tayrac, Pradinas, La Salvetat-Peyralès, Castanet.